# Agostino Carlini, Francesco Bartolozzi, Giovanni Battista Cipriani
Il dipinto coi ritratti degli artisti italiani Agostino Carlini, Francesco Bartolozzi e Giovanni Battista Cipriani è opera del pittore inglese  John Francis Rigaud.

## Storia
John Francis Rigaud, artista inglese che apparteneva alla corrente del neoclassicismo, nacque a Torino il 18 maggio 1742 e morì il 6 dicembre 1810 a Great Packington. Discendeva da una famiglia di protestanti e divenne noto come pittore di soggetti storici e come ritrattista. Si trasferì a Londra a dicembre 1771. Dipinse nel 1777 questo gruppo di artisti italiani Agostino Carlini, Francesco Bartolozzi e Giovanni Battista Cipriani che erano molto apprezzati, anche a corte. In un altro triplice ritratto, del 1782, dipinse Joshua Reynolds, William Chambers, e Joseph Wilton. Rigaud fu anche autore di ritratti di eroi inglesi, tra cui Orazio Nelson.
Bartolozzi, Carlini e Cipriani vivevano a Londra e nel 1768 erano stati tra i quaranta artisti fondatori della Royal Academy of Arts.
Agostino Carlini (Genova, 1718 – Londra, 1790) era scultore e pittore; Francesco Bartolozzi (Firenze, 25 settembre 1727 – Lisbona, 7 marzo 1815) era disegnatore, pittore e incisore e Giorgio III, che lo aveva convinto a trasferirsi a Londra, gli conferì il titolo di "Engraver to the King"; Giovanni Battista Cipriani (Firenze, 1727 – Hammersmith (e Fulham), 14 dicembre 1785) era pittore, disegnatore e seguiva gli studenti che frequentavano la galleria del duca di Richmond.

### Descrizione
Da sinistraː Carlini, corpulento e chiuso in un vistoso panciotto con grossi bottoni, tiene in mano il martello dello scultore; Bartolozzi, esile e con lo sguardo un po' perso, stringe una cartella con sue incisioni, mentre Cipriani è attivo e col pennello traccia sulla tela il profilo di una figura classica, seduta e che tiene in mano una tromba. I tre artisti italiani in questi quegli anni erano Inghilterra il fiore all'occhiello dell'arte neoclassica di derivazione italianaː influenzavano il gusto, nella decorazione di ambienti, di mobili e di sopramobili, perfino nello stile dei cartoncini d'invito ai balli.

### Caratteri
Il pittore conosceva bene i tre artisti del suo ritratto e ne seppe estrarre, con un po' di ironia, il carattere. Carlini ci appare ingombrante nella sua fisicitàː un uomo gaudente, aperto, allegro, soddisfatto. Bartolozzi invece è introverso, un po' diffidente, chiuso, timido, riservatoː tiene in mano un pennello e sembra incerto se usarlo. Cipriani, tra i personaggi ritratti, è l'unico ad esercitare la sua arteː una allusione alle sue doti di prolifico disegnatore? La sua posa è elegante, disinvolta, dimostra sicurezza e gioia di vivere. Bartolozzi, suo concittadino e coetaneo, alla sua morte pubblicherà una raccolta di proprie incisioni, tratte da disegni di Cipriani e ne realizzerà la tomba.

### Retaggio
Da questo dipinto fu tratta l'incisioneː Agostino Carlini, Francesco Bartolozzi e Giovanni Battista Cipriani, mezzatinta, 40,7X50 cm, incisa da John Raphael Smith e pubblicata da John Boydell, il 5 marzo 1778. Un esemplare dell'incisione si conserva all Royal Academy of Arts, a Londra.